# Марија Долорес Прадера
Марија Долорес Фернандез Прадера (шп. María Dolores Fernández Pradera; Мадрид, 29. августа 1924 — Мадрид, 28. мај 2018) била је шпанска певачица и глумица, једна од најпознатијих певачица у Шпанији и Латинској Америци. Позната је и као Марија Долорес или Ла Прадера.
Каријеру је почела као глумица у позоришту и неким од најпознатијих шпанских филмова из четдесетих година двадесетог века: „¡A mí la legión!“ (1942), „La Lola se va a los puertos“ (1947) и „Agustina de Aragón“ (1950).
У педесетим година је започела професионалну музичку каријеру, а глумачку каријеру је окончала у шездесетим годинама. Од тада је снимиле више од 35 плоча и дискова.
Као певачица најпознатија по традиционалној шпанској и латионамеричкој музици: болеро, копла, баладе, ронда, валцери и фолклорна музика Перуа, Аргентине, Мексика и Венецуеле. Њен глас је чист, дубок, са јасним шпанским нагласком. Пева обично у пратњи гитаре, рекинтаса и бубњева.
Скоро 30 година певала је с истом групом, Лос Хемелос, коју су основали браћа, Сантијаго Лопез Ернадез и Хулијан Лопез Ернадез, до смрти у раним деведестим годинама двадесетог века.